# 中华苏维埃共和国
中华苏维埃共和国（1931年11月7日－1937年9月6日）是中國共產黨在苏联和共产国际的支持下，于中華民國大陸時期建立的苏维埃政权，是中国共产党建立的第一个国家政体。先后轄有18省、4直轄縣。该政权主張推翻國民政府和中國國民黨的統治，在全世界消滅資本主義，實現社會主義、共产主义和徹底的民族自決。

## 簡介
1931年11月7日，中華蘇維埃第一次全國代表大會在瑞金葉坪村謝氏祠堂隆重開幕；11月20日會議選舉產生由毛澤東、項英、朱德等54人組成中華蘇維埃共和國中央執行委員會，宣告中華蘇維埃共和國臨時中央政府（又称“中央工农民主政府”，简称“中华苏维埃政府”）成立；11月27日，中央執行委員會第一次會議，選舉毛澤東為中央執行委員會主席和人民委員會主席，會議決定共和國臨時中央政府設在瑞金，并将瑞金改名为瑞京:200。
中華蘇維埃第一次全國代表大會制定《中華蘇維埃共和國憲法大綱》。共和國成立後，在經濟上進行土地改革，領導蘇區百姓開展經濟建設運動。在「一切蘇維埃工作服從革命戰爭的要求」的口號下擴大紅軍，修橋築路，建立合作社，同時也導致了私營經濟的凋敝；在政治上推行蘇維埃制度，驅趕「反動家屬」，並開展了肅清國民黨改組派、社會民主黨、AB團（反布爾什維克團）、托洛茨基取消派和羅明路線等運動；在軍事上，組織青壯年民眾加入紅軍，先後進行五次反「圍剿」戰爭。1932年進攻閩西期間對日宣戰，但實際只有中共满洲省委员会的東北抗日聯軍參戰。1934年1月，由於中央蘇區擴大，臨時中央政府改稱中央政府。1934年10月，中央政府發起長征，次年輾轉抵达陝西。1936年12月，受到來自西安事变和蘇聯的壓力，中華民國与中华蘇維埃共和國停戰。1937年9月6日，中共取消中華蘇維埃共和國國號，改轄區為中华民国陕甘宁边区。

## 历史

### 筹备
1927年中国国民党清党后，中国共产党确定了土地革命和武装反抗国民党反动统治的总方针，在全国先后组织和发动了近百次武装起义，开辟了大小十几个革命根据地，并建立红色政权（一般称苏维埃政府）。各地的红色政权如星星之火，到1930年，已发展到十余省的300多个县，其中比较大的有闽赣、闽西、鄂豫皖、湘鄂赣、湘鄂西、赣东北苏区等。于是，建立全国性的苏维埃政权被提上了中共中央的议事日程。
1930年2月3日，中共中央政治局专门讨论筹备全国苏维埃区域代表大会（简称“苏域会”）等问题。在中央局书记周恩来的提议下，成立了由中共中央、总工会、军委、农委、共青团及革命团体组成的“苏域会”筹委会，为召开中华工农兵苏维埃第一次全国代表大会（简称“一苏大”），成立中华苏维埃共和国临时中央政府展开准备工作。7日，“苏域会”筹委会决定：1930年5月20日在上海秘密召开“苏域会”，要求各苏区选出2至5名代表，红军每个军选派1名代表，游击区、革命团体、工农群众代表由各地酌选，做好出席会议的充分准备。
1930年5月，全国苏维埃区域代表大会在上海举行，代表共50人，共产国际驻华代表也出席会议。大会决议，在1930年11月7日正式召开第一次全国苏维埃代表大会，成立中华苏维埃共和国临时中央政府。会后不久，成立了中国工农兵苏维埃第一次全国代表大会准备委员会。但由于战争形势的变化，一苏大会的召开时间经过了四次延期。第一次延期至1930年12月11日广州起义三周年纪念日，第二次延期至1931年2月7日二七惨案纪念日，第三次延期至1931年8月1日南昌起义纪念日，第四次延期至1931年11月7日十月革命纪念节。

### 江西時期
1931年11月7日至11月20日，中华工农兵苏维埃第一次全国代表大会（简称“一苏大”）在江西瑞金郊外的葉坪村謝氏祠堂舉行，時值九一八事變於中華民國東三省爆發。該大會通過了《中華蘇維埃共和國憲法大綱》、土地法令、勞動法和關於經濟政策的決定等法律文件，並選出63人組成的中華蘇維埃共和國中央執行委員會，宣告中華蘇維埃共和國臨時中央政府成立。

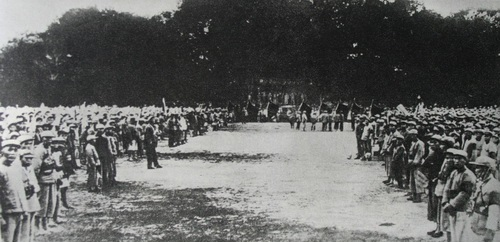
中华苏维埃共和国的开国庆典

11月7日7时整，中华苏维埃共和国举行开国庆典，并进行阅兵仪式。下午2时，“一苏大”正式开会。到會的有来自全國7個蘇區（中央苏區、闽西区、湘贛區、湘鄂贛區、赣东北区、湘鄂西区、琼崖区）及上海、武漢的代表，另外部分来自朝鲜和越南的海外代表，共610人（其中工人代表共190人）。在此次会议中，与会代表正式宣布建立以“推动革命斗争、代表人民利益”为宗旨的中华苏维埃共和国临时中央政府，并下设“九部一局”，包括九个人民委员部（含军事、外交、财政、劳动、土地、教育、内务、司法、工农监察等）和一个国家政治保卫局，同时创建文宣机构“红色中华通讯社”。
11月19日，大会进行选举，以毛泽东等63人为中央执行委员组成的“中华苏维埃共和国中央执行委员会”，作为本届全国苏维埃代表大会闭会后的最高政权机关；在中央执行委员会下设立人民委员会，处理日常政务，发布一切法令和决议案，毛泽东兼任中華蘇維埃共和國人民委员会主席（相当于总理）。
11月25日，「中華蘇維埃中央革命軍事委員會」成立，朱德為中华苏维埃中央革命军事委员会主席，王稼祥、彭德懷為副主席。当时，全中國實現了武裝割據的紅色區域有16萬平方公里。以后两三年又增设了其他数十个国家部委局。
1931年12月1日，毛澤東、項英、張國燾聯名於《中華蘇維埃共和國中央執行委員會布告》表明在一個中國疆域内有兩國：「從現在起，中國疆域內有不同的兩國。一個是中華民國，是帝國主義的工具。另一是中華蘇維埃共和國，是剝削與壓迫下廣大工農兵的國家，他的旗幟是打倒帝國主義、消滅地主階級，推翻國民黨軍閥政府、建立蘇維埃政府於全中國，為數萬萬被壓迫被剝削的工農兵士及其他被壓迫群眾的利益而奮鬥，為全國真正的和平統一而奮鬥。」。
1933年2月，国民党的第四次围剿开始，红军再次胜利。4月，临时中央政府从瑞金叶坪迁驻沙洲坝。为了加强全国革命领导，总结苏维埃政府成立两年来工作经验，确定新方针以及改选新中央执行委员会，决定召开第二次全国苏维埃代表大会。10月17日，開始第五次剿共戰爭，国民政府动员近百万国军掃蕩各中国共产党控制的农村根据地，并以50万兵力进攻中央苏区。
1934年1月22日—2月1日，中华苏维埃第二次全国代表大会（简称“二苏大”）在江西瑞金举行，来自全国15个苏区的正式代表700多人，以及中央政府和中央机关组织的旁听者1500多人参加了会议。大会选举产生了中华苏维埃共和国第二届中央执行委员会，毛泽东为中央执行委员会主席，项英、张国焘为副主席，张闻天为中央人民委员会主席。大会讨论和通过了“宪法大纲”、“苏维埃建设”、“红军建设”、“经济建设”等决议案以及关于国徽、国旗、军旗的决定。

### 長征
1934年5月，在第五次反围剿中的广昌战役失败后，中共中央开会研究局势。鉴于国军开始逼近中央苏区腹地，红军内线作战已十分困难，决定由博古、李德和周恩来组成“三人团”，筹划红军战略转移之事宜，并将相关计划案和处理情况报请共产国际批准。6月25日，共产国际复电中共中央，同意所报事项。10月18日，红军实行战略转移、开始长征。

### 陝北時期
1935年10月转移至陕甘苏区。11月2日下寺湾政治局会议决定，中华苏维埃共和国变更对外名义称“中华苏维埃中央政府西北办事处”。在中央苏区时，“中华苏维埃人民共和国”与“中华苏维埃共和国”便已经开始混用。转移至陕甘苏区后，“中华苏维埃人民共和国”逐渐成为主要使用的国号。1936年10月22日，《中国共产党中央委员会、中华苏维埃人民共和国中央政府为追悼鲁迅先生告全国同胞和全世界人士书》公开发表，即此时仍然使用“中华苏维埃人民共和国”。
1937年9月6日，根据国共两党协议，中华苏维埃人民共和国最后一个政府机关“中央政府西北办事处”在延安改制为“中华民国陕甘宁边区政府”，成为隶属于國民政府行政院直辖行政区域下的一个特别行政区政府。

## 政治制度
1931年颁布的《中华苏维埃共和国宪法大纲》规定：中华苏维埃共和国是“工人和农民的民主专政的国家”， 政体是苏维埃制度。

### 宪法
《中华苏维埃共和国宪法大纲》，1931年11月第一次全国代表大会通过，1934年1月第二次全國代表大會修改通過，共十七条。

### 领导架构
中华苏维埃共和国中央政府主要领导人：
| 任期   | 中共中央總書記       | 中央執行委員會主席   | 中央執行委員會副主席                    | 中央人民委員會主席   | 中央革命軍事委員會主席                 |
| ------ | -------------------- | -------------------- | --------------------------------------- | -------------------- | -------------------------------------- |
| 第一任 | 秦邦憲（1931－1935） | 毛泽东（1931－1934） | 项英（1931－1934） 张国焘（1931－1934） | 毛澤東（1931－1934） | 朱德（1931－1934）                     |
| 第二任 | 張聞天（1935－1937） | 毛澤東（1934－1937） | 項英（1934－1937） 張國燾（1934－1937） | 张闻天（1934）       | 朱德（1934-1936） 毛澤東（1936－1937） |

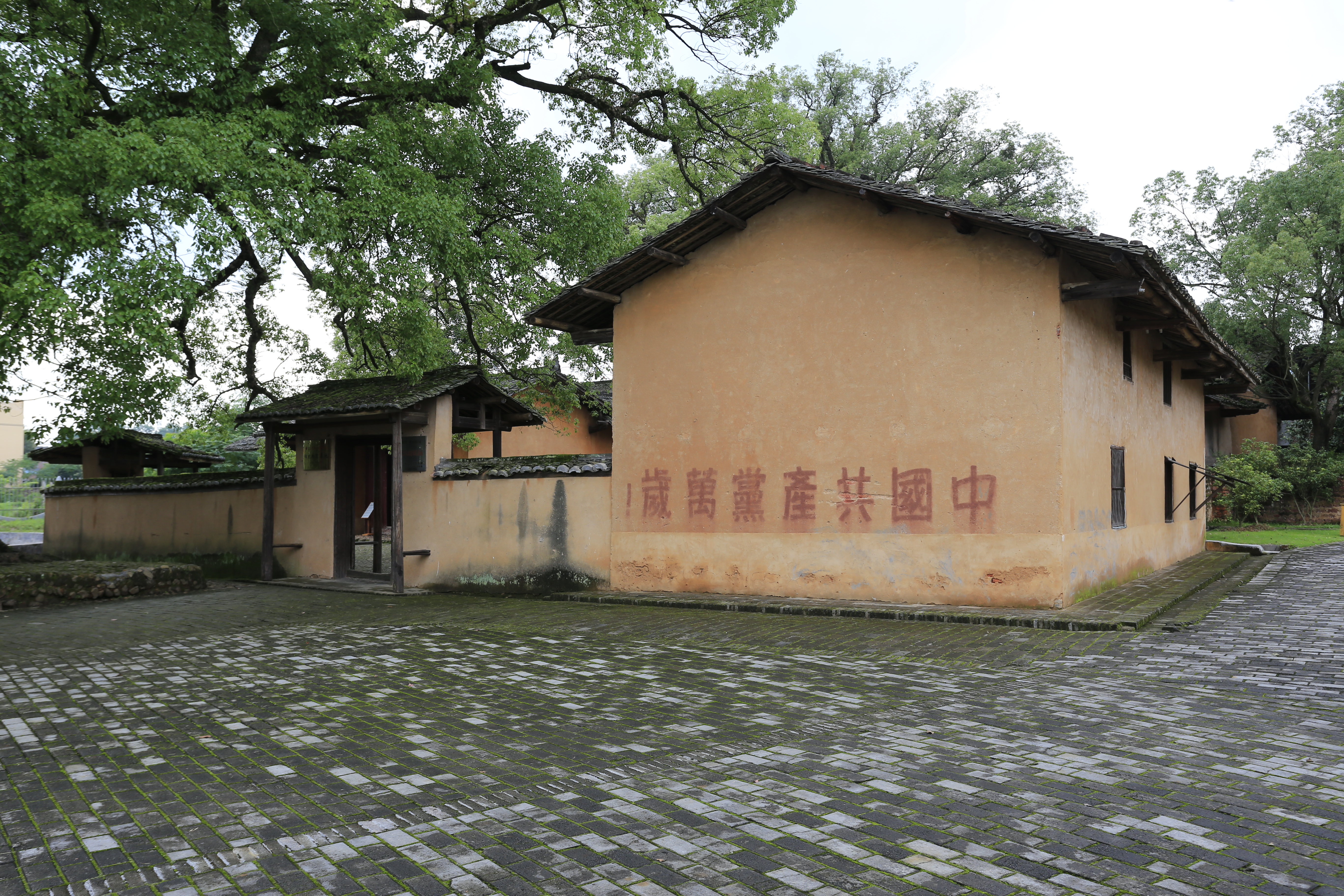
瑞金沙洲坝中华苏维埃共和国中央人民委员会、中央执行委员会旧址

- 全国苏维埃代表大会是中华苏维埃共和国的最高政权机关。
- 中央执行委员会是全国苏维埃代表大会闭幕期间的最高政权机关。委员会的全体会议，每六个月由主席团召集一次。
- 中央执行委员会主席团为中央执行委员会闭幕期间的全国最高政权机关。
- 人民委员会为中央执行委员会的行政机关，负指挥全国政务的责任。人民委员会之下又设：
  - 革命军事委员会
  - 工农检察委员会
  - 国家政治保卫局
- 最高法院之下设刑事法庭，民事法庭，及军事法庭。 院长一人，副院长二人，检察长一人，副检察长一人，检察员若千人。
- 中央执行委员会下设审计委员会。

### 选举
从1931年11月到1934年初，中华苏维埃共和国共进行过三次选举。

#### 候選人的產生
候选人名单由党组织在集中群众意见的基础上提出并提交选举委员会。鄉、市級選舉由直接选举产生，區級和以上用間接選舉產生。
縣級蘇維埃選舉有中共鄉、區委員會指派，或者蘇維埃代表指派的情形；紅軍當選比例高於其他候選人。

#### 選舉資格
只有貧下中農、工人、紅軍、中共黨員等無產者，以及他們的家屬具有選舉資格；富農、地主、商人、傳教士、中華民國政軍人士，以及他們的家屬沒有選舉資格。

#### 中國共產黨對蘇維埃的領導
建國初期，各級蘇維埃很少能按期開會，開會時多數代表不發表意見，實際權力由同級中共機關行使。
蘇維埃代表團產生後，中國共產黨會在其內部建立黨支部，實施對蘇維埃的領導。蘇維埃代表大會的內容和議程，也由中國共產黨提供。大會閉會後，政務由中共運作。

### 国家象征
| 中華蘇維埃共和國早期军旗（1931年闽赣苏区） |
| 中華蘇維埃共和國早期军旗（1931年闽赣苏区） |

| 中華蘇維埃共和國早期军旗（1931-1934年） |
| 中華蘇維埃共和國早期军旗（1931-1934年） |

| 經蘇維埃審定的國旗（1934-1937年）  |
| 經蘇維埃審定的國旗 （1934-1937年） |

| 經蘇維埃審定的國徽（1934-1937年）  |
| 經蘇維埃審定的國徽 （1934-1937年） |

| 經蘇維埃審定的军旗（1934-1937年）  |
| 經蘇維埃審定的军旗 （1934-1937年） |

## 经济制度

### 劳动制度
1931年12月公布的《中华苏维埃共和国劳动法》宣布实行八小时工作制，规定最低工资标准，实行劳动保护、社会保险和失业救助，确定工会的法律地位。刘少奇认为《劳动法》的左倾错误严重，提出了灵活执行劳动法的措施，于1933年10月修改了部分条文。

### 银行和货币

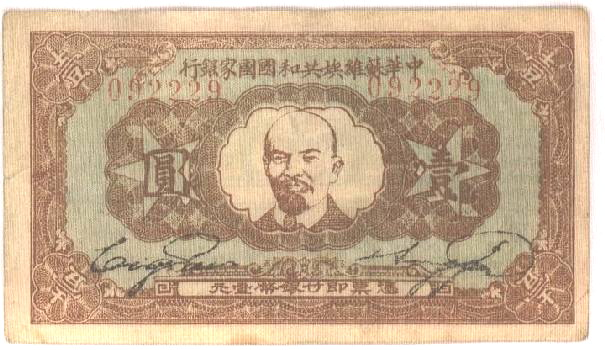
中华苏维埃共和国一元货币

中华苏维埃共和国中央政府不承认中华民国的货币，发行独立货币。不使用孫中山的頭像，而是将蘇聯領袖列寧印在貨幣上。
1932年2月1日，在江西瑞金叶坪，中华苏维埃共和国国家银行成立，行长毛泽民。国家银行隶属中华苏维埃共和国临时中央政府财政人民委员会，资本由国库于预算中拨给。有分行、支行、兑换处等。除办理抵押、贷款、存款、票据买卖贴现、汇兑、发行钞票、代理国家金库外，还发行“革命战争公债”及“经济建设公债”，同时也发售部分“银行股票”。

### 税务局

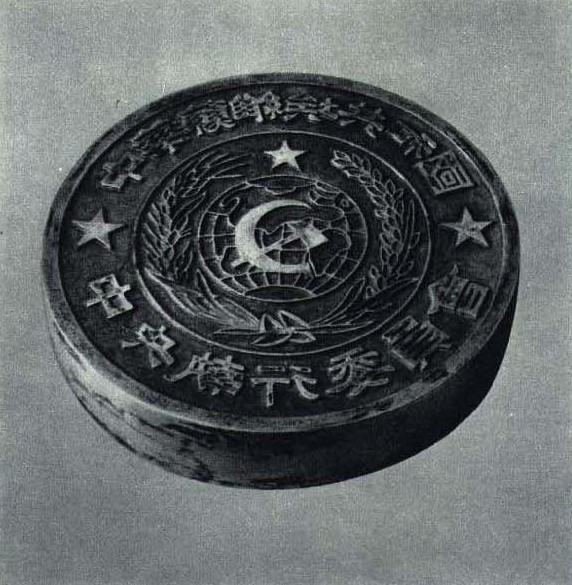
中华苏维埃共和国钢印

1931年11月，中华苏维埃共和国财政人民委员部税务局成立，首任局长为李六如。1933年，随财政部迁至瑞金沙洲坝新屋家。1934年7月，迁往瑞金县云石山乡丰垅村，下塘上新屋梁氏私祠内单独办公，局长为陈笃卿。

### 中央審計委員會
1933年9月，中央審計委員會成立。1934年2月，被纳入直接領導，成為與人民委員會和最高法院平行的政權機構。
中央執行委員會發布了審計條例：「一是審核國家的歲入歲出﹔二是監督國家預算的執行。中央審計委員會先后審核了中央政府各部門的預算執行情況，各事業單位和革命團體的財務收支情況，國營企業的財務收支情況等，每次審計結果都在《紅色中華》等報刊上公開披露，對蘇區的反貪倡廉作出了重要貢獻。」

### 土地

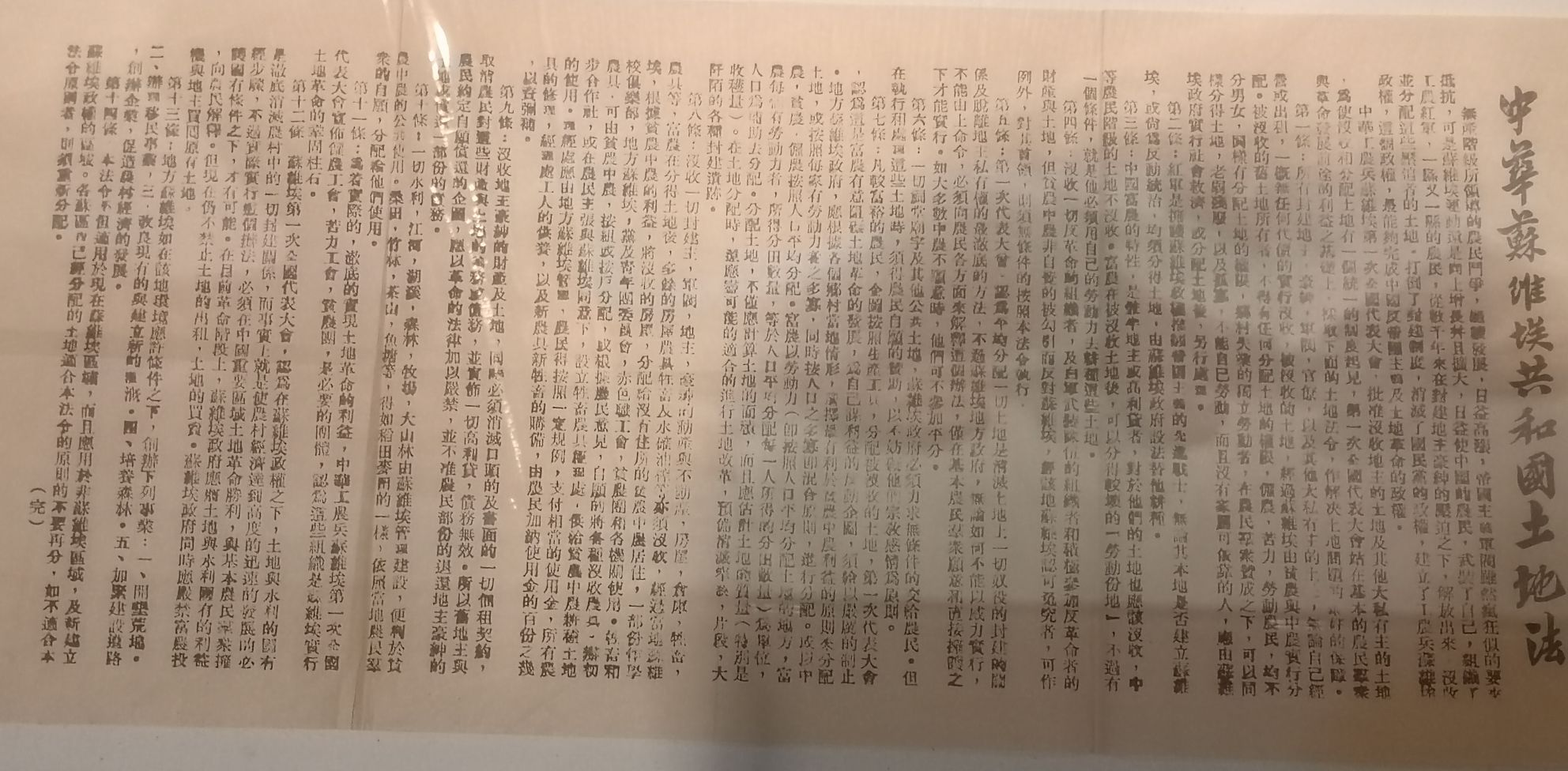
中华苏维埃共和国土地法

1934年，《中華蘇維埃共和國土地法》規定：「所有封建地主豪紳軍閥官僚及其他大私有主的土地，無論自己經營或出租，一概無任何代價的實行沒收，被沒收的土地，經過蘇維埃由貧農與中農分配」。

## 教育制度
根据毛泽东在“二苏大会”报告中的统计，中央苏区中的江西、福建、粤赣三省，在2,932个乡中，就有列宁小学3,052所，学生达89,710人，补习夜校6,462所，学生94,517人，俱乐部1,656个，工作员49,668人，江西粤赣两省有识字班32,388个，组员155,371人。
1933年8月—1934年7月，在瑞金设有苏维埃大学。

## 对外关系

### 苏联
2007年6月1日新华出版社出版的《中苏关系史纲》写到：“莫斯科不顾外交受损坚决支持中共按照俄国革命的模式发动苏维埃革命，从政治方针一直到具体政策文件的制定，从决定中共领导人到选派代表亲临上海，甚至直至苏区，就近帮助工作和指导作战，可以说是事无巨细，几乎一包到底。”

### 日本
1932年4月15日，中华苏维埃共和国临时中央政府、中共中央发表《中华苏维埃共和国临时中央政府对日战争宣言》；表明中华苏维埃共和国临时中央政府正式宣布对日宣战。4月21日，该宣言被刊登在《红色中华》报。

### 中華共和國
中华共和国成立於1933年11月22日，存在53日。11月27日，中华共和国人民革命政府的闽西善后处代表陈小航与中华苏维埃共和国临时中央政府代表张云逸签订了《闽西边界及交通条约具体规定》，该条约确定了双方边界的划分和交通、贸易等事项，对中共方面对抗南京国民政府的经济封锁起到一定的作用。但中共内部对中华共和国的态度有分歧，当时掌握领导权的秦邦憲等人認為十九路軍並未立即給國民政府致命的一擊，提出闽政权是非革命的甚至反动的，因而最终沒有即時对中华共和国给予军事上的协助。

### 中華蘇維埃共和國西北聯邦
中华苏维埃共和国西北联邦成立於1935年5月30日，存在1年余，由格勒得沙共和国与博巴人民共和国組成，有軍隊近8萬人，遠超中央紅軍。西北聯邦的成立意味著中共的內部分裂，9月9日，紅四方面軍政委陳昌浩稱張國燾發密電要求武力解決分裂；10月5日，張國燾又對中華蘇維埃共和國方面宣稱「你們應稱北方局、陝北政府和北路軍，不得再冒用黨中央名義」，決議开除毛泽东、周恩来、秦邦憲和張聞天的党籍，将杨尚昆、叶剑英“免职查办”。

## 行政区划

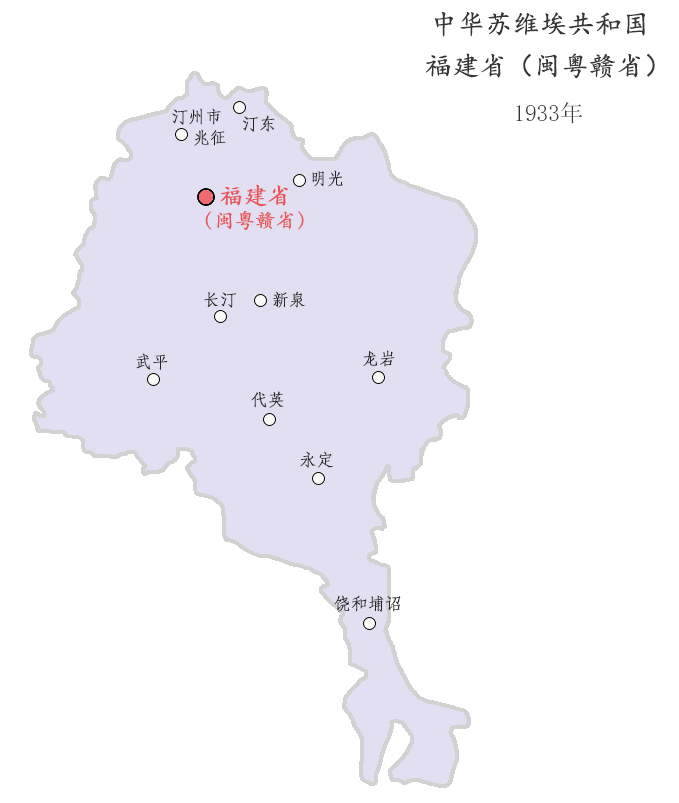
中华苏维埃共和国福建省地图（1933年）

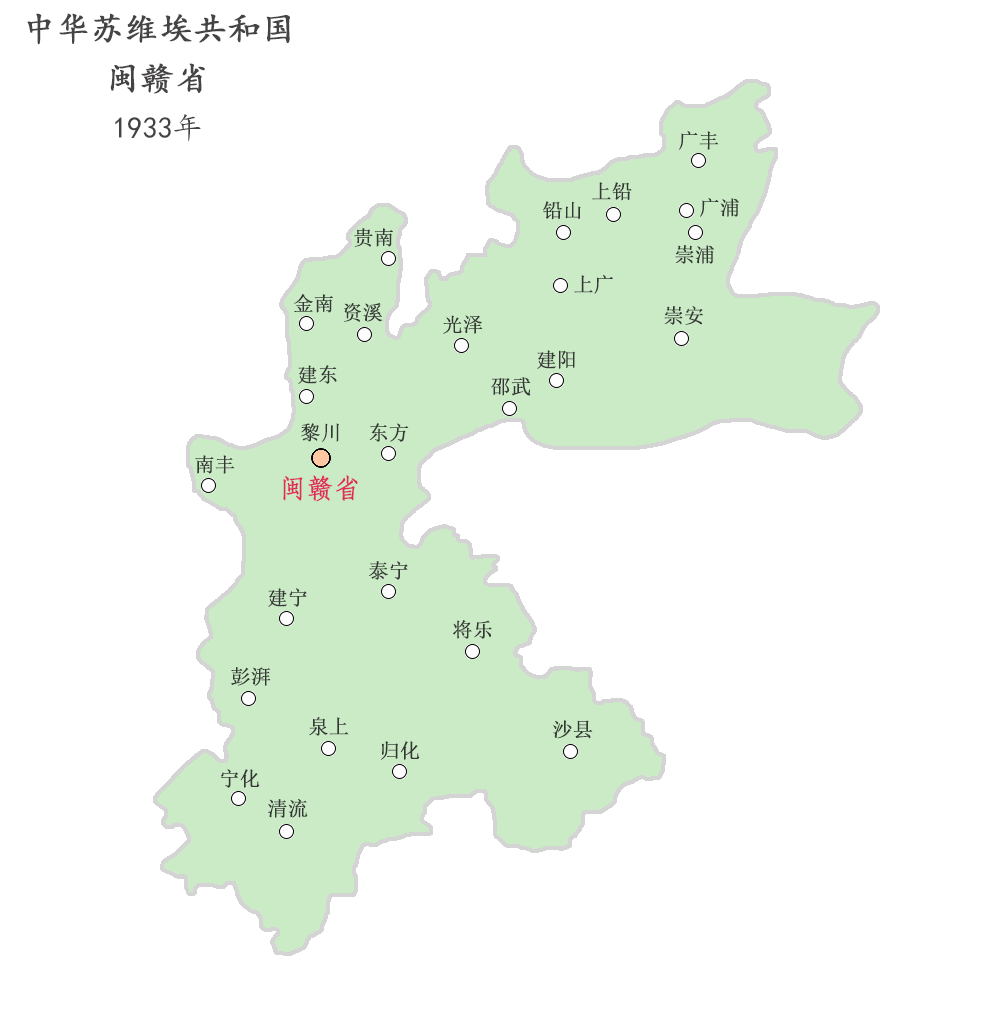
闽赣省地图（1933年）

中华苏维埃共和国行政区划设特区、省、直辖县。此行政区划略有变动，并不一致。
- 特区（实际存在且相当于省级者）：东江特区、湘赣边特区、赣西特区、赣西南特区、闽西特区、湘鄂赣特区、信江特区、赣东北特区、鄂豫边特区、鄂豫皖边特区、鄂西特区、湘鄂西特区、琼崖特区、右江特区、左江特区。

- 省：成建制的：江西省（1930—1935）、福建省（1932—1935）、湖南省、四川省（1936）、甘肃省（1936）；非成建制的：湘鄂赣省（1931—1937）、赣东北省（1931—1932）、闽浙赣省（1932—1935）、闽赣省（1933—1935）、鄂豫边省（1932）、湘鄂川黔省（1934—1936）、鄂豫皖省（1932—1934）、湘鄂西省（1931—1932）、川陕省（1933—1935）、川康省（1935）、川滇黔省（1936）、陕甘晋省（1935）、陕北省（1935—1937）、陕甘省（1935—1936）、陕甘宁省（1936—1937）、湘赣省（1931—1937）、粤赣省、（1933—1934）、赣南省（1934—1935）。

- 直辖县（县级）：瑞京县、西江县（1934年起）、长胜县（1934年起）、太雷县（1934年起）。

### 拟设的行政区划
拟设的行政区划：附：《中央政治局关于苏维埃区域目前的工作计划》拟设的特区（相当于省）（1930年10月24日）：赣西南特区、湘鄂赣边特区、鄂豫皖边特区、湘鄂边特区、赣闽皖边特区、闽粤赣边特区、广西左右江特区。
附：中共苏区中央局《通告第一号》拟设的行政区划（1931年1月15日）：中央苏区所辖：（赣西南特区、湘鄂赣特区）、湘鄂边特区、鄂豫皖边特区、赣闽皖边特区、闽粤赣边特区。

## 评价

### 中华民国政府态度
中华民国国民政府一直视中华苏维埃共和国为分裂国家的武装叛乱割据政权，并以此宣布中国共产党的武装部队为叛逆于人民的匪军，并予以清剿。直到西安事变之后，国民政府才取消了对中共军事力量的清剿命令。

### 中华人民共和国政府态度
中华苏维埃共和国是当时中国境内的一个民主革命政权，是中国共产党建立共产主义政权的探索和尝试，（建立后的政权）在一定程度上加强了其对各根据地、各部分红军的中枢指挥作用，扩大了中共的影响。
2001年，由中共贛州市委、贛州市政府所編輯和出版的《中华苏维埃共和国历史画册》写道：「中华苏维埃共和国是中国共产党领导创建的中国历史上第一个由劳苦大众当家作主的新型国家，是中国共产党建立人民政权的探索和尝试，可以说是中华人民共和国的一次伟大预演。……当年的中华苏维埃共和国是今天中华人民共和国的雏形，这里是共和国的摇篮。」
2001年6月26日，新华社文章稱之為“两次开国大典，两个共和国，两个非凡的起点”。
新华社出版的《中苏关系史纲》：「割据的中华苏维埃共和国未能挫败南京国民政府的军事围剿。红军被迫长征，中国共产党的前途岌岌可危。……这个在莫斯科指导下创立起来的中华苏维埃共和国，虽然让俄国人付出了大量的人力、物力和精力，最终却还是没有能够抵抗住国民党的军事围剿。」
2011年11月4日，习近平《在纪念中央革命根据地创建暨中华苏维埃共和国成立80周年座谈会上的讲话》中指出：“中华苏维埃共和国是中国历史上第一个全国性的工农民主政权”。

### 引用
1. ↑  . Cpc.people.com.cn.   [2018-11-29]. （原始内容存档于2018-11-29）.
2. ↑  Frank Dikötter. .
3. ↑  第三國際. .   [2020-03-04]. （原始内容存档于2020-11-08）.
4. ↑  中國共產黨. .   [2020-03-04]. （原始内容存档于2020-12-07）.
5. ↑  .   [2020-03-04]. （原始内容存档于2020-11-08）.
6. ↑  中共中央文獻研究室編，楊勝群主編，劉金田副主編 (编).  香港第一版. 香港: 中和出版. 2014. ISBN 978-988-8284-56-6.
7. ↑  陈至立 (编). . . 上海: 上海辞书出版社. 2019  [2024-03-20]. ISBN 978-7-5326-5325-6. （原始内容存档于2024-03-20）.
8. ↑  毛澤東. .   [2020-03-04]. （原始内容存档于2020-11-09）.
9. ↑  . Cpc.people.com.cn.   [2020-03-04]. （原始内容存档于2020-11-08）.
10. ↑  . 紅色尋根網.   [2020-03-04]. （原始内容存档于2020-12-07）.
11. ↑  王伟、孙果达. . 《党史纵横》2013年第8期.   [2020-03-04]. （原始内容存档于2020-11-16）.
12. ↑  周恩來. .   [2020-03-04]. （原始内容存档于2020-04-30）.
13. ↑  .   [2024-01-08]. （原始内容存档于2024-01-08）.
14. ↑  .   [2024-01-08]. （原始内容存档于2024-01-08）.
15. ↑  中国共产党新闻网：《中央苏区政权建设大事记：1930年 （页面存档备份，存于）》，
16. 1 2 3  . 人民網. 2007年5月19日  [2007年7月29日]. （原始内容存档于2016年3月4日）.
17. ↑  . 中國政府網. 2006年11月7日  [2020年5月29日]. （原始内容存档于2020年10月11日）.
18. ↑  . 中共中央党史和文献研究院. 2013年1月22日  [2020年5月17日]. （原始内容存档于2020年11月8日）.
19. ↑  . 人民網.   [2020-05-17]. （原始内容存档于2020-11-08）.
20. ↑  中央革命根據地史料選編．中共江西省委黨校黨史教研室編．江西人民出版社．1982．下冊．第202頁
21. ↑  .   [2024年1月8日]. （原始内容存档于2024年1月8日）.
22. ↑  .   [2021年11月11日]. （原始内容存档于2022年2月9日）.
23. ↑  .   [2020-02-15]. （原始内容存档于2020-10-20）.
24. ↑  .   [2020-02-15]. （原始内容存档于2020-02-15）.
25. ↑   (PDF).   [2020-02-15]. （原始内容存档 (PDF)于2020-10-25）.
26. ↑   (PDF).   [2020-02-15]. （原始内容存档 (PDF)于2020-10-25）.
27. ↑   (PDF).   [2020-02-15]. （原始内容存档 (PDF)于2020-10-25）.
28. ↑  .   [2020-02-15]. （原始内容存档于2020-11-09）.
29. 1. . cpc.people.com.cn. 2006-06-17  [2018-11-29]. （原始内容存档于2018-11-30）.
30. ↑  1. . cpc.people.com.cn. 2006-06-17  [2018-11-29]. （原始内容存档于2018-11-30）.
31. ↑  . www.jxdys.cn.   [2020-09-05]. （原始内容存档于2020-09-21）.
32. ↑  .   [2007-07-29]. （原始内容存档于2007-09-27）.
33. ↑  .   [2007-07-29]. （原始内容存档于2016-03-04）.
34. ↑  .   [2010-12-22]. （原始内容存档于2008-04-08）.
35. ↑  . People.com.cn.   [2018-11-29]. （原始内容存档于2016-03-04）.
36. ↑  . Jyb.hsxgw.gov.cn.   [2018-11-29]. （原始内容存档于2018-01-26）.
37. ↑  张云逸，陈小凡，《闽西边界及交通条约》，广西人民出版社，1994年
38. ↑  曾傅先，罗永平，《解放军高级将领传·张云逸》，解放军出版社
39. ↑  吴明刚，国内外对福建事变的反映，《福建党史月刊》·2005年第11期
40. ↑  .   [2007-07-29]. （原始内容存档于2007-08-04）.
41. ↑  . People.com.cn.   [2018-11-29]. （原始内容存档于2016-03-04）.
42. ↑  1507. . Politics.people.com.cn. 2011-11-05  [2018-11-29]. （原始内容存档于2016-03-04）.
43. ↑  .   [2014-11-03]. （原始内容存档于2011-11-09）.
44. ↑  .   [2014-11-03]. （原始内容存档于2014-11-03）.